# Parque nacional del archipiélago de la Magdalena
El Parque nacional del archipiélago de la Magdalena tiene una extensión de 51 km2 en tierra y 150 km2 de superficie marina. Creado en 1994 en el municipio de La Maddalena, forma parte del Parque marino internacional del estrecho de Bonifacio, que separa Córcega de Cerdeña y pertenece a Francia e Italia.

## Islas

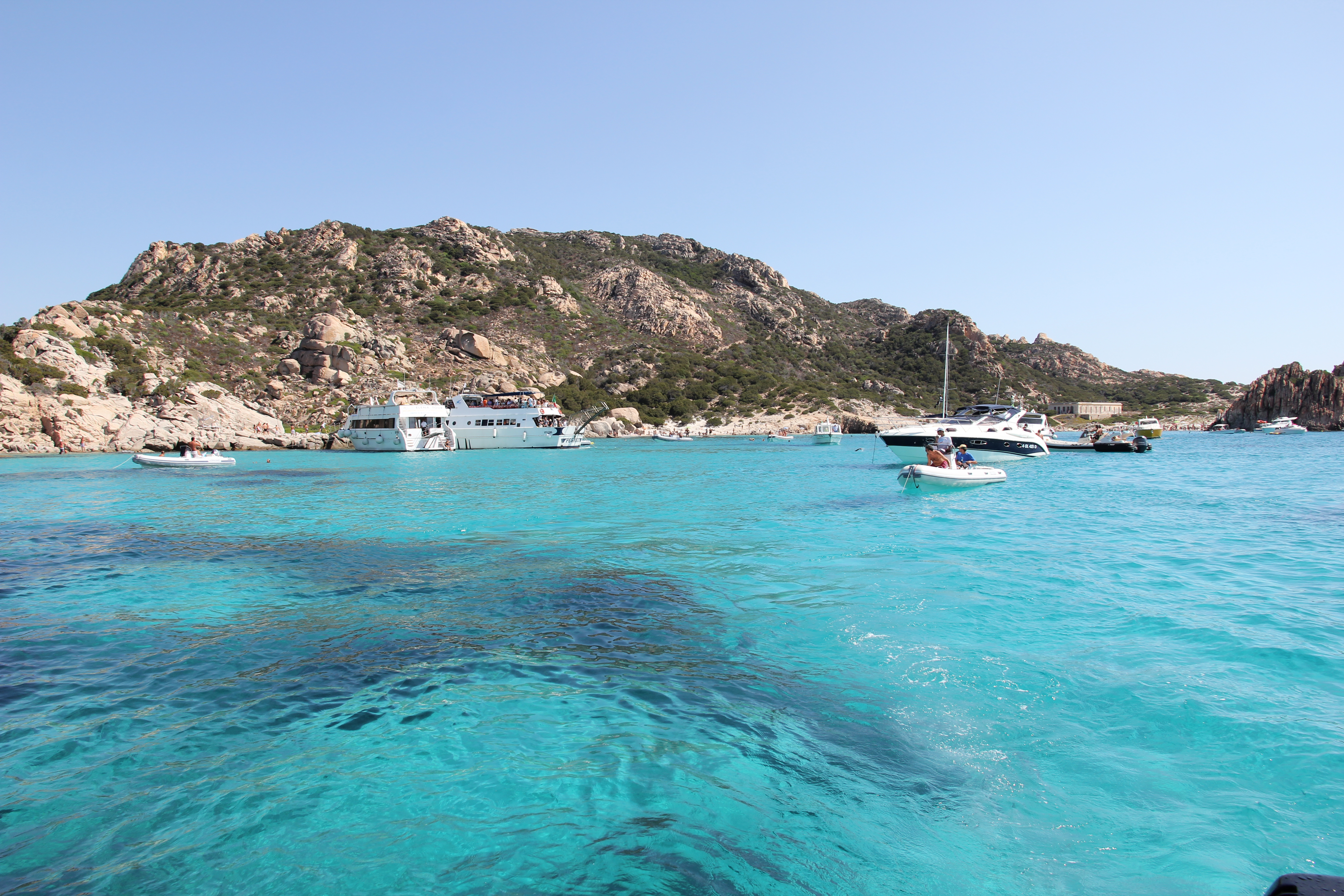
Isla Spargi.

El parque nacional está formado por el archipiélago de La Magdalena, formado por siete islas: la Maddalena, Caprera, Budelli, Santa Maria, Spargi, Santo Stefano y Razzoli, y las islas de Nibani, Mortorio, Soffi y Camere. Solo están habitadas las islas de la Maddalena (12 000 hab., y Caprera (170 hab.), las demás han estado mucho tiempo abandonadas, aunque fueron ocupadas en la época de los romanos por su situación estratégica. 
El archipiélago tiene 180 km de costa con algunas de las playas más célebres del Mediterráneo, como la Spiaggia Rosa y la playa del Cavaliere, en la isla de Budelli,  las playas de Cala Coticciu, Cala Napoletana y del Relitto, en Caprera, y Cala Corsara y Cala Granara, en Spargi.

## Biogeografía
El paisaje está dominado por la maquia, dominada por especies como el enebro, el madroño, arbustos del género Phillyrea, lentisco, mirto, ericáceas, retamas, jaras y euforbias. Hay unas setecientas flores y numerosas especies vegetales son endémicas o raras. Hacia la costa, la vegetación se degrada y la maquia se convierte en garriga.  
La fauna está formada sobre todo por reptiles, como el lagarto de Bedriaga y el gecko Euleptes europaea. Entre las aves, la golondrina corsa, la pardela atlántica y el cormorán moñudo. La zona marina del parque forma parte también del Santuario Pelagos para la protección de los mamíferos marinos en el Mediterráneo.